# Mark Herron
Pour les articles homonymes, voir Herron.
Truman Herron, dit Mark Herron, est un acteur américain, né le 8 juillet 1928 à Baxter (Tennessee), et mort le 13 janvier 1996  à Los Angeles.

## Biographie
Mark Herron a joué notamment dans 8½ de Federico Fellini et dans Girl in Gold Boots de Ted V. Mikels. 
Le 12 juin 1964, il « épouse » l'actrice Judy Garland lors d'une cérémonie religieuse célébrée par un prêtre bouddhiste en Australie, bien qu'elle soit encore mariée avec le producteur de cinéma Sidney Luft (1915-2005). Après que le divorce de Judy Garland avec ce dernier aura été prononcé l'année suivante, il l'épousera officiellement le 14 novembre 1965. Ils se sépareront définitivement six mois plus tard, car elle a découvert qu'il est homosexuel, mais ils ne divorceront que le 11 avril 1967.
Même si l'un des biographes de Judy Garland, Gerald Clarke, rapporte dans son livre Get Happy (paru en 2000) que Herron aurait eu une aventure avec Tallulah Bankhead avant sa rencontre avec celle qui allait devenir sa femme, la plupart des sources, dont un autre biographe de Judy Garland, David Shipman, et la propre fille de Garland, Lorna Luft (issue de son 3e mariage), ont catégoriquement affirmé, la dernière dans ses mémoires Me and My Shadows: A Family Memoir, que Herron était homosexuel, et que son homosexualité fut la raison pour laquelle Judy Garland demanda le divorce. Avant et après son mariage, il aurait vécu avec son amant, Henry Brandon, un acteur américain d'origine allemande, jusqu'à la mort de celui-ci en 1990.
Mark Herron est mort d'un cancer, en 1996, à l'âge de 67 ans.

## Filmographie
- 1963 : Huit et demi (Otto e mezzo) de Federico Fellini
- 1968 : Girl in Gold Boots de Ted V. Mikels
- 1969 : Les Griffes de la peur (Eye of the Cat) de David Lowell Rich